# Elacatinus limbaughi
Elacatinus limbaughi är en fiskart som beskrevs av Douglass Fielding Hoese och Felix Maximilian Reader 2001. Elacatinus limbaughi ingår i släktet Elacatinus och familjen smörbultsfiskar. IUCN kategoriserar arten globalt som otillräckligt studerad. Inga underarter finns listade i Catalogue of Life.